# خانه‌های سازمانی باباعباس
خانه‌های سازمانی باباعباس یک منطقهٔ مسکونی در ایران است که در دهستان کرگاه غربی واقع شده‌است. خانه‌های سازمانی باباعباس ۱۴۹ نفر جمعیت دارد.